# Союз МС-19
«Союз МС-19» (№ 749) — российский транспортный пилотируемый космический корабль, запуск которого к Международной космической станции выполнен 5 октября 2021 года. В ходе полёта на МКС были доставлены один участник космических экспедиций МКС-65/66 и два участника космической экспедиции МКС-65 — члены съёмочной группы фильма «Вызов». Запуск пилотируемого корабля «Союз МС» произведён с помощью ракеты носителя «Союз-2.1а» со стартовой площадки № 31 космодрома Байконур. Экипаж «Шкаплеров, Шипенко, Пересильд» стал первым полностью российским экипажем, отправленным к МКС, и первым полностью российским экипажем, отправленным на космическую станцию в XXI веке.

## Экипаж
| Космонавт        | Должность                            | № полёта        | Организация     |
| Основной экипаж  | Основной экипаж                      | Основной экипаж | Основной экипаж |
| ---------------- | ------------------------------------ | --------------- | --------------- |
| Антон Шкаплеров  | Командир и бортинженер ТПК «Союз МС» | 4               | Роскосмос       |
| Клим Шипенко     | Участник космического полёта         | 1               | Первый канал    |
| Юлия Пересильд   | Участник космического полёта         | 1               | Первый канал    |
| Дублёры          |                                      |                 |                 |
| Олег Артемьев    | Командир и бортинженер ТПК «Союз МС» | 3               | Роскосмос       |
| Алексей Дудин    | Участник космического полёта         | 1               | Первый канал    |
| Алёна Мордовина  | Участник космического полёта         | 1               | Первый канал    |
| Резервный экипаж |                                      |                 |                 |
| Дмитрий Петелин  | Бортинженер-1                        | 1               | Роскосмос       |
| Сергей Корсаков  | Бортинженер-2                        | 1               | Роскосмос       |
| Экипаж посадки   |                                      |                 |                 |
| Антон Шкаплеров  | Командир ТПК «Союз МС»               | 4               | Роскосмос       |
| Пётр Дубров      | Бортинженер-1 ТПК «Союз МС»          | 1               | Роскосмос       |
| Марк Ванде Хай   | Бортинженер-2 ТПК «Союз МС»          | 2               | НАСА            |

14 мая 2021 года Межведомственная комиссия утвердила составы основных и дублирующих экипажей МКС на период с 2021 по 2023 год. На корабле «Союз МС-19» на МКС отправится космонавт Антон Шкаплеров (командир экипажа) и съёмочная группа фильма с рабочим названием «Вызов» — актриса Юлия Пересильд и режиссёр Клим Шипенко. Космическая драма с рабочим названием «Вызов» является совместным проектом Роскосмоса, Первого канала и студии Yellow, Black and White. В дублирующий экипаж, после прохождения медицинской комиссии, назначены актриса Нового Драматического театра Алёна Мордовина и оператор-постановщик Алексей Дудин, командир дублирующего экипажа Олег Артемьев. В резервный экипаж были назначены космонавты Дмитрий Петелин и Сергей Корсаков. С 24 мая члены съёмочной группы приступили к тренировкам в Центре подготовки космонавтов имени Ю. А. Гагарина.
В августе 2021 года решением Главной медицинской комиссии члены основного и дублирующего экипажей были признаны годными к космическому полету по состоянию здоровья. 18 сентября основной и дублирующий экипажи прибыли на космодром Байконур для предстартовой подготовки к полёту.
В связи с тем, что на «Союзе МС-19» впервые готовились к полёту один профессиональный космонавт и два участника полёта, корабль был оснащён новым переносным пультом для особо важных команд, которые обычно выполняет бортинженер. Пультом на определённых участках полёта должен был управлять только командир экипажа А. Шкаплеров. Для тренировок управления кораблём самостоятельно в Центре подготовки космонавтов имени Ю. А. Гагарина был доработан комплексный тренажер корабля и переписана бортовая документация.
8 и 9 сентября основной и дублирующий экипажи провели в ЦПК экзаменационные комплексные тренировки по действиям в различных аварийных ситуациях на корабле «Союз МС» и на российском сегменте МКС. 18 сентября основной и дублирующий экипажи прилетели на Байконур, где провели «примерку» своего корабля «Союз МС-19»: примерили свои полётные скафандры и ложементы, ознакомились с местами размещения грузов в бытовом отсеке и спускаемом аппарате, выполнили другие операции.
На примере «Союза МС-19» Роскосмос фактически впервые опробовал работу в ситуации, когда командир вынужден пилотировать космический корабль с двумя «пассажирами» в одиночку, не имея возможности получить помощь от бортинженера или космонавта-исследователя — впервые в истории многоместных отечественных полётов. В ходе подготовки к полёту накоплен совершенно уникальный опыт экспресс-тренинга непрофессиональных космонавтов, который впоследствии может быть востребованным в случае реальной необходимости экстренной отправки в космос учёных, медиков или других «неожиданно потребовавшихся» узких специалистов.

## Полёт
5 октября 2021 года в 11 часов 55 минут по московскому времени был произведён запуск транспортного пилотируемого корабля «Союз МС-19» с помощью ракеты-носителя «Союз-2.1а» со стартовой площадки № 31 космодрома Байконур. Сближение корабля с МКС проходило по «сверхкороткой» двухвитковой схеме под контролем специалистов Главной оперативной группы управления российским сегментом МКС. Кораблю не удалось пристыковаться в автоматическом режиме, стыковка была произведена в ручном режиме космонавтом А. Шкаплеровым в 15:22 мск к модулю «Рассвет». После проверки герметичности и открытия люков между кораблём и МКС члены экипажа в 18:01 мск перешли на борт Международной космической станции.
С 6 октября киносъёмочная группа приступила на МКС к съёмкам фильма «Вызов», который стал первой в истории лентой, снятой в космосе. Актрисе Юлии Пересильд выделили под гримёрную отдельную каюту с иллюминатором. Космонавты Антон Шкаплеров и Олег Новицкий провели плановые работы по перестановке ложементов членов съёмочной группы фильма с «Союза МС-19» на корабль «Союз МС-18», в котором съёмочная группа вместе с космонавтом Олегом Новицким (командир корабля) 17 октября 2021 года вернулась на Землю. В 07:35:44 мск 17 октября, спускаемый аппарат транспортного пилотируемого корабля «Ю. А. Гагарин» (Союз МС-18), совершил посадку в расчётной точке на территории Казахстана.
В составе МКС-66:
2 ноября 2021 года космонавты Антон Шкаплеров и Пётр Дубров с борта МКС приняли участие во Всероссийской переписи населения.
Посадка
В экипаж посадки «Союз МС-19» вместе с Антоном Шкаплеровым вошли космонавт Пётр Дубров и астронавт Марк Ванде Хай, прибывшие на МКС на ТПК «Союз МС-18». 30 марта 2022 года в 10:21 произведена расстыковка ТПК «Союз МС-19» от модуля российского сегмента МКС "Рассвет. Посадка ТПК «Союз МС-19» запланирована на 30 марта 2022 года в 14:27 мск.
30 марта 2022 года в 7:20 по московскому времени состоялось закрытие переходных люков между пилотируемым кораблем «Союз МС-19» и малым исследовательским модулем «Рассвет». В 10:21 мск корабль в штатном режиме отстыковался от российского сегмента МКС. После расстыковки и ухода корабля на безопасное расстояние от МКС, экипаж корабля облетел станцию и Пётр Дубров из бытового отсека «Союза МС-19» провёл съёмку российского сегмента в окончательной конфигурации, после чего корабль перешёл в режим автономного полёта и отправился к Земле. Двигательная установка корабля в штатном режиме включилась на торможение в 13:34 мск, после чего он начал сход с орбиты. В 14:28 мск спускаемый аппарат пилотируемого корабля «Союз МС-19» совершил посадку в расчётном районе на территории Казахстана.

## Фотогалерея
- ТПК «Союз МС-19» сближается с МКС
- ТПК «Союз МС-19» пристыкован к МКС